# George Li

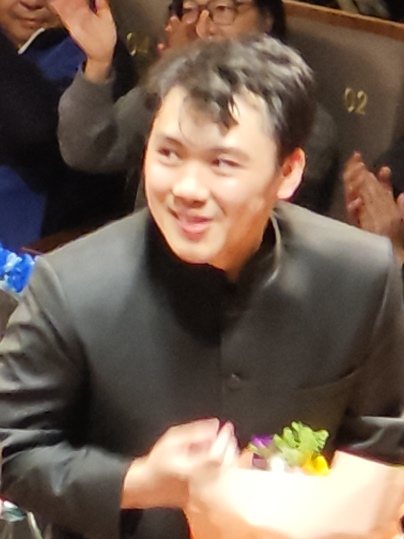
George Li, 2024

George Li (chinesisch 黎卓宇, Pinyin Lí Zhuōyǔ) (* 24. August 1995 in Boston, Massachusetts) ist ein chinesisch-amerikanischer Pianist.

## Ausbildung
George Li wurde als Sohn chinesischer Eltern geboren. Er nahm im Alter von vier Jahren Klavierunterricht und studierte später bei Yin Chengzong. Er absolvierte die Walnut Hill School und die New England Conservatory Preparatory School, an der er bei Wha Kyung Byun und Russell Sherman studierte. Er ist im dualen Studium an der Harvard University und am New England Conservatory eingeschrieben.

## Laufbahn
Sein Orchester-Debüt gab er im Alter von neun Jahren mit dem Xiamen Philharmonic Orchestra, ein Jahr nach seinem Solo-Debüt in seiner Heimatstadt Boston. Seitdem tritt er in Rezitals, als Kammermusiker und Konzertsolist auf. Im Alter von elf Jahren gab er sein Debüt in der Carnegie Hall, das in der neuen TV-Serie von NPR (heute Public Broadcasting Service), „From the Top“, vorgestellt wurde. Zwei Wochen später folgte sein Auftritt in der Martha-Stewart-Show.
Zu den Orchestern, mit denen er als Solist aufgetreten ist, gehören das Los Angeles Philharmonic, das Mariinsky Orchestra, das Orchestre National de Lyon, das Deutsche Symphonie-Orchester Berlin, die Sankt Petersburger Philharmoniker, das Rotterdams Philharmonisch Orkest, das Cleveland Orchestra, das Xiamen Philharmonic Orchestra, das Orquesta Sinfónica de la Juventud Venezolana Simón Bolívar, das Boston Philharmonic Orchestra, das Brooklyn Philharmonic, das Waltham Symphony Orchestra, das Princeton Symphony Orchestra, das Albany Symphony Orchestra, das Lexington Symphony Orchestra, das Detroit Symphony Orchestra, die Münchner Symphoniker und das Luzerner Sinfonieorchester.
Am 7. Juni 2011 trat Li für Präsident Barack Obama und Michelle Obama sowie Bundeskanzlerin Angela Merkel und ihren Ehemann Joachim Sauer an einem Staatsempfangs-Abendessen im White House Rose Garden auf.
Sein Debüt-Album mit Solowerken von Frédéric Chopin, Franz Liszt und Sergei Rachmaninoff erschien im Herbst 2017.
Li wohnt in Lexington, Massachusetts.

## Auszeichnungen
Li gewann im Alter von sechs und sieben Jahren den ersten Preis der Music Teachers Association bei den Wettbewerben des Staates Massachusetts. 2005 gewann er im Alter von neun Jahren den zweiten Preis sowohl beim internationalen Klavierwettbewerb Virginia Waring International als auch bei der Cincinnati World Piano Competition. 2008 gewann Li den zweiten Preis bei der Gina Bachauer International Piano Junior Artist Competition. 2010 gewann er den ersten Preis der Cooper International Piano Competition. Im gleichen Jahr gewann er den ersten Preis bei den International Auditions der Young Concert Artists.
Am 23. Juni 2011 wurde Li zu einem von zwei Empfängern des 2012 Gilmore Young Artist Award bestimmt. Er ist bis heute der jüngste Empfänger der Auszeichnung.
Am 1. Juli 2015 gewann Li zusammen mit Lukas Geniušas den zweiten Preis beim 15. Internationalen Tschaikowsky-Wettbewerb. Seitdem bestreitet er eine viel beachtete internationale Karriere mit Rezitals, Kammermusikauftritten und Auftritten mit großen Orchestern in Nordamerika, Asien und Europa. 2016 war er einer von vier Empfängern des Avery Fisher Career Grant.